# Austremerella picta
Austremerella picta is een haft uit de familie Austremerellidae. De wetenschappelijke naam van de soort is voor het eerst geldig gepubliceerd in 1963 door Riek.
De soort komt voor in het Australaziatisch gebied.